# جودة الهواء الداخلي

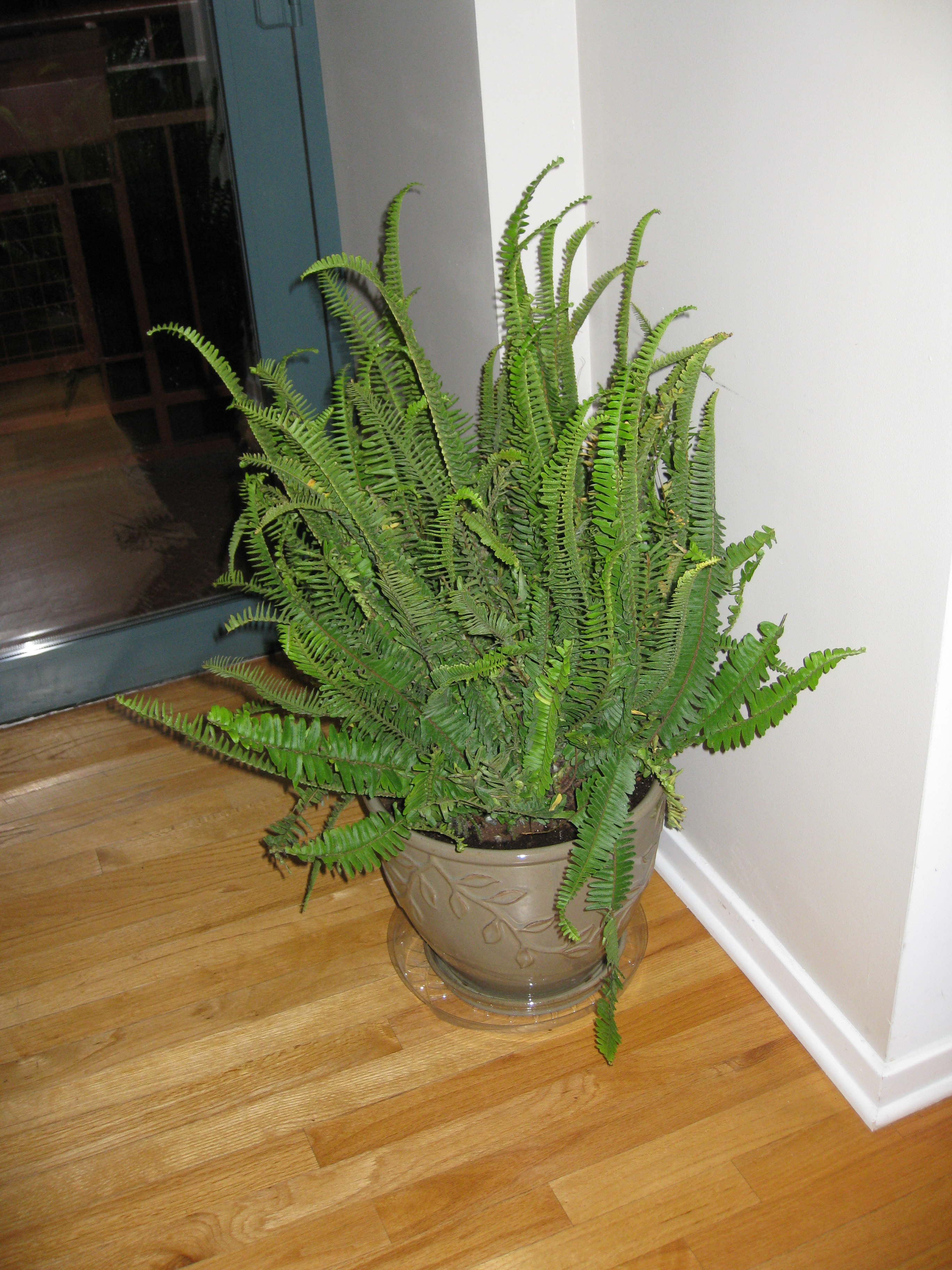
نبات في أصيص داخل منزل للتخلص من تلوث الهواء الداخلي

نوعية الهواء الداخلي (بالإنجليزية: Indoor Air Quality (IAQ))‏ هو البحث في مكونات الهواء الداخلي المؤثر على صحة وراحة القاطنين في مبنى ما. إن نوعية الهواء الداخلي معرضة للتلوث (بالعفن والجراثيم)، والمواد الكيميائية (أول أكسيد الكربون، رادون)، والمواد مثيرة الحساسية، أو أي ملوثات صلبة يمكن أن تؤثر على الصحة. ملوثات الهواء الداخلي تترافق مع العديد من المخاطر الصحية بما فيها داء الربو. وقد أثبت حديثًا أن الهواء الداخلي أكثر تلوثًا من الهواء الخارجي بالرغم من أن هذا لم يغير الفهم الشائع عن تلوث الهواء. ففي الحقيقة يعتبر الهواء الداخلي ذو خطر أكبر على الصحة من الهواء الخارجي. إن استخدام التهوية لتمديد الملوثات، واستخدام المرشحات، وضبط مصدر الهواء هي الطرق الأولية لتحسين نوعية الهواء الداخلي في معظم الأبنية.
طرق تحليل نوعية الهواء الداخلي تشمل جمع عينات من الهواء، وعينات من سطوح المبنى ونمذجة جريان الهواء داخل المبنى. يتم تحليل العينات الناتجة من أجل العفن، والبكتريا، والمواد الكيميائية. هذه التحليلات يمكن أن تساعد في فهم مصادر التلوث، ولاحقًا في التخطيط لنزع العناصر غير المرغوبة من الهواء.

## الملوثات الشائعة

### التدخين غير المباشر
التدخين غير المباشر هو الدخان الذي يؤثر على أشخاص غير المدخنين. التدخين غير المباشر عن التبغ يشمل كلا من غازي ومرحلة الجسيمات، مع المخاطر ولا سيما الناشئة عن مستويات أول أكسيد الكربون، والجسيمات الصغيرة جدا والذي تجاوز دفاعات الرئة الطبيعية. الطريقة الوحيدة معينة لتحسين نوعية الهواء الداخلي في ما يتعلق دخان التبغ غير المباشر هو تنفيذ قوانين حظر التدخين الشامل.

### غاز الرادون
غاز الرادون هو غاز الذري الذي ينتج عن التحلل الإشعاعي للراديوم، والتي قد تكون موجودة في التكوينات الصخرية تحت المباني أو في بعض مواد البناء نفسها. غاز الرادون هو على الارجح خطر انتشارا خطيرة على الهواء في الأماكن المغلقة في الولايات المتحدة وأوروبا، ومسؤولة على الارجح عن عشرات الآلاف من الوفيات الناجمة عن سرطان الرئة كل عام. هناك اختبارات سهلة نسبيا للغاز الرادون، ولكن هذه الاختبارات ليست شائعة تتاح، حتى في المناطق التيمن الأخطار المنهجية المعروفة. غاز الرادون هو غاز ثقيل، وبالتالي سوف تتراكم على مستوى الكلمة. ويمكن أن تكون مواد البناء في الواقع مصدرا مهما للغاز الرادون، ولكن يتم اختبار القليل من اصل لمنتجات الحجر والصخور أو البلاط جلبت إلى مواقع البناء؛. تراكم غاز الرادون هو أعظم للمنازل معزولة تماما حياة نصف لغاز الرادون هو 3.8 أيام، مشيرا إلى أنه بمجرد إزالة مصدر، وسيتم الخطر تقلص إلى حد كبير في غضون بضعة أسابيع. ومع ذلك، والآلاف سنويا من يذهب الناسلغاز الرادون الألغام الملوثة للتعرض هادفة إلى مساعدة مع اعراض التهاب المفاصل من دون أي تأثيرات خطيرة الصحية المعروفة، على الرغم من سرطان الرئة يمكن أن يستغرق عدة سنوات لتطوير. غاز الرادون وسائل تخفيف تشمل ختم طوابق البلاطة الخرسانية، والمؤسسات الطابق السفلي، وأنظمة تصريف المياه، أو عن طريق زيادة التهوية. وهم عادة ما تكلف فعالة ويمكن أن يقلل كثيرا أو حتى القضاء على التلوث والمخاطر الصحية المرتبطة بها.

### العفن والمواد الأخرى المسببة للحساسية
ويمكن لهذه المواد الكيميائية البيولوجية تنشأ من مجموعة من الوسائل، ولكن هناك اثنين من الطبقات المشتركة:
•	الرطوبة التي يسببها نمو المستعمرات العفن
•	المواد الطبيعية التي تطلق في الهواء مثل وبر الحيوانات وحبوب اللقاح النباتية
قد تراكم الرطوبة داخل المباني تنشأ من مناطق اختراق المياه للخطر من غلاف المبنى أو الجلد، من التسريبات والسباكة، والتكثيف من المقرر أن التهوية غير لائق، أو من رطوبة الأرض اختراق جزء المبنى. في المناطق التي تكون فيها المواد السليلوزية (الورق والخشب، بما في ذلك دريوال) تصبح رطبة وفشل ليجف في غضون 48 ساعة، يمكن العفن نشر والإفراج عن الجراثيم المسببة للحساسية في الهواء.
في كثير من الحالات، إذا فشلت في المواد تجف بعد عدة أيام من الحدث المياه المشتبه بهم، ويشتبه في نمو العفن داخل تجاويف جدار حتى لو لم يكن ظاهرا على الفور. من خلال التحقيق العفن، والتي قد تشمل تفتيش مدمرة، وينبغي للمرء أن يكون قادرا على تحديد وجود أو عدم وجود العفن. في الحالة التي تكون فيها هناك وضوحا والعفن قد تعرض للخطر نوعية الهواء في الأماكن المغلقة تم، قد تكون هناك حاجة إلى معالجة العفن. وينبغي إجراء اختبار العفن والتفتيش من قبل محقق مستقل لتجنبأي تضارب في المصالح، وضمان نتائج دقيقة، لا ينصح الحرة اختبار العفن التي تقدمها شركات الاستصلاح.
هناك بعض أنواع العفن التي تحتوي على مركبات سامة (السموم الفطرية). ومع ذلك، والتعرض لمستويات خطرة من السموم عن طريق الاستنشاق غير ممكن في معظم الحالات، كما يتم إنتاج السموم من الجسم والفطرية ليست على مستويات كبيرة فيصدر جراثيم. الخطر الرئيسي لنمو العفن، من حيث صلته جودة الهواء في الأماكن المغلقة، ويأتي من خصائص الحساسية من جدار الخلية. أكثر خطورة من الخصائص الأكثر حساسية هي قدرة العفن لتشغيل الحلقات في الأشخاص التي لديها بالفعل والربو، وأمراض الجهاز التنفسي الخطيرة.
ويرتبط دائما العفن مع رطوبة ويمكن تثبيط نموها عن طريق الحفاظ على مستويات الرطوبة أقل من 50٪. يمكن أنيسبب مشاكل الرطوبة نمو العفن يمكن أن تكون مباشرة، مثل تسرب المياه و/ أو غير مباشرة، مثل التكثيف بسبب مستويات الرطوبة.

### أول أكسيد الكربون
واحدة من ملوثات الهواء في الأماكن المغلقة معظم شديدة السمية هو أول أكسيد الكربون (CO)، وهو غاز عديم اللون والرائحة التي هي نتيجة ثانوية للاحتراق غير الكامل للوقود الاحفوري. مصادر مشتركة من أول أكسيد الكربون والدخان التبغ، وذلك باستخدام الوقود الأحفوري، ومعيبة أفران التدفئة المركزية وعوادم السيارات.
تحسينات في مستويات ثاني أكسيد الكربون في الأماكن المغلقة وتحسين منهجية من زيادة القوانين. بواسطة حرمان المخ من الأوكسجين، يمكن لمستويات عالية من أول أكسيد الكربون يؤدي إلى الإغماء والغثيان والموت. وفقا للمؤتمر الأمريكي لأخصائي الصحة الصناعية الحكوميين (ACGIH)، المهلة المرجحة (TWA) المتوسط لأول أكسيد الكربون (630-08-0) هو 25 صفحة في الدقيقة.

### المركبات العضوية المتطايرة
وتنبعث المركبات العضوية المتطايرة والغازات المنبعثة من المواد الصلبة أو بعض السوائل. المركبات العضوية المتطايرة وتشمل مجموعة متنوعة من المواد الكيميائية، وبعضها قد يكون لها آثار صحية قصيرة وطويلة الأجل السلبية. تركيزات العديد من المركبات العضوية المتطايرة باستمرار أعلى في الداخل (ما يصل إلى عشرة أضعاف) من الهواء الطلق. وتنبعث المركبات العضوية المتطايرة من قبل مجموعة واسعة من المنتجات والذين يبلغ عددهم بالآلاف. الأمثلة على ذلك: الدهانات والطلاءات، المتعريات الطلاء، ومواد التنظيف والمبيدات الحشرية ومواد البناء والمفروشات والتجهيزات المكتبية مثل آلات النسخ والطابعات، وسوائل تصحيح، وغير الكربونية ورقة نسخة، والرسومات والمواد الحرفية بما في ذلك المواد اللاصقة، وعلامات دائمة، وحلول التصوير الفوتوغرافي.
وتستخدم على نطاق واسع حيث المكونات الكيميائية العضوية في المنتجات المنزلية. الدهانات والورنيش، والشمع كل تحتوي على المذيبات العضوية، كما يفعل كثير من التنظيف والتطهير، مستحضرات التجميل، والشحوم والمنتجات هواية. تصنع الوقود من المواد الكيميائية والعضوية. يمكن لجميع هذه المنتجات الإفراج عن المركبات العضوية خلال الاستخدام، وإلى حد ما، عندما يتم تخزينها. أصبح اختبار الانبعاثات من مواد البناء المستخدمة في الداخل شائعا بشكل متزايد لفرش، والدهانات، وغيرها كثيرة ومهمة ومواد البناء والتشطيبات الداخلية.
العديد من المبادرات تصور للحد من تلوث الهواء في الأماكن المغلقة عن طريق الحد من انبعاثات المركبات العضوية المتطايرة من المنتجات. هناك لوائح في فرنسا وألمانيا، والعلامات الإيكولوجية ونظم العديد من التبرعات التي تحتوي على تصنيف منخفض انبعاثات المركبات العضوية المتطايرة معايير مثل EMICODE، M1، الراحة في الهواء الداخلي في أوروبا، وكذلك كما كاليفورنيا القسم CDPH معيار 01350 وغيرهم عدة في الولايات المتحدة. تغيرت هذه المبادرات في السوق حيث أن عددا متزايدا من المنتجات المنخفضة التي ينبعث منها قد أصبحت متاحة خلال العقود الماضية.
وقد اتسمت لا يقل عن 18 المركبات العضوية المتطايرة الجرثومية (MVOCs) [12] [13] بما في ذلك 1-octen-3-OL، 3-الميثيل فوران، 2-pentanol، 2-hexanone، 2-heptanone، 3-octanone، 3-أوكتانول،2-octen-1-OL، 1-أوكتين، 2-pentanone،2 -nonanone، بورنيول، Geosmin، 1-بيوتانول،3-الميثيل-1-بيوتانول، 3-الميثيل-2 بيوتانول، وthujopsene. ويسمى الأول من هذه المركبات الكحول فطر. والأربعة الأخيرة من المنتجات ذات chartarum Stachybotrys، والتي تم ربطها مع متلازمة المباني المريضة.

### الفيلقية
ويتسبب Legionellosis أو داء الفيالقة من البكتيريا بكتيريا تنقلها المياه الذي ينمو بشكل أفضل في المياه التي تسير بخطى بطيئة أو لا يزال دافئا. الطريق الرئيسي من التعرض من خلال خلق تأثير الهباء الجوي، والأكثر شيوعا من أبراج التبريد التبخر أو دش. وقال مصدر شائع من البكتيريا في المباني التجارية هو من وضع ضعيف أو الحفاظ على أبراج التبريد التبخر، والتي غالبا ما تفرج المياه في الهباء الجوي الذي قد يدخل مآخذ التهوية في مكان قريب. تفشي المرض في المرافق الطبية ودور رعاية المسنين، حيث المرضى المناعية المكبوتة والمناعة الضعيفة، هي الحالات الأكثر شيوعا من Legionellosis.وشمل أكثر من حالة واحدة النوافير في الهواء الطلق في مناطق الجذب العام. وجود البكتيريا في المياه التجارية هو بناء للغاية وكيل عنها، كما اصحاء تتطلب التعرض بشكل كبير لاكتساب العدوى.
اختبار البكتيريا عادة ما ينطوي على جمع عينات من المياه السطحية ومسحات من أحواض التبريد التبخيري، دوش، وصنابير / حنفيات، وغيرها من المواقع حيث تتجمع المياه الدافئة. عينات من مثقف ثم وحدات تشكيل مستعمرة من البكتيريا .
الليجيونيلا هي نوع من الطفيليات من protazoans مثل الأميبا، وبالتالي تتطلب الظروف المناسبة لكلا الكائنات الحية.هذه البكتيريا تشكل بيوفيلم التي هي مقاومة للعلاجات الكيميائية ومضادات الميكروبات، بما في ذلك الكلور. علاج لتفشي البكتيريا في المباني التجارية تختلف، ولكن غالبا ما تشمل الهبات الماء الساخن جدا (160 درجة فهرنهايت و70 درجة مئوية)، تعقيم المياه الراكدة في أحواض التبريد التبخيري، واستبدال رؤساء دش، وفي بعض الحالات الهبات من أملاح المعادن الثقيلة. تدابير وقائية تشمل تعديل المستويات العادية الماء الساخن للسماح ل 120 درجة فهرنهايت في الحنفية، وتقييم مرفق تخطيط تصميم، وإزالة المهويات صنبور، والفحص الدوري في المناطق المشتبه بها.
- غيرها من البكتيريا

تدرس على نحو متزايد عن دور الميكروبات في البيئة المغلقة باستخدام الجينات الحديثة القائمة على تحليل العينات البيئية. حاليا تبذل جهود لربط علماء البيئة الميكروبية والعلماء الهواء في الأماكن المغلقة لاقامة طرق جديدة لتحليل وتفسير أفضل النتائج.

### ألياف الأسبستوس
وضعت الحكومة الفيدرالية الأمريكية (www.osha.gov) وبعض الدول معايير لمستويات مقبولة من ألياف الاسبستوس في الهواء في الأماكن المغلقة. العديد من مواد البناء المستخدمة قبل عام 1975 تحتوي على الأسبستوس، مثل بعض بلاط الأرضيات، بلاط سقف وتسجيل الاطيان، والتفاف الأنابيب، ومعاجين ومواد العزل الأخرى. إطلاقات كبيرة عادة من ألياف الأسبست لا تحدث إلا إذا اختل مواد البناء، مثل من قبل عدة قطاعات، والرملي، وحفر أو بناء التجديد. هناك لوائح صارمة خاصة تنطبق على المدارس.
ويرتبط استنشاق الياف الاسبستوس خلال أوقات التعرض الطويل مع زيادة في حدوث سرطان الرئة وورم المتوسطة على وجه الخصوص شكل محدد.
تم العثور على الاسبستوس في المنازل القديمة والمباني، ولكن الأكثر خطورة في المدارس والأوساط الصناعية. وبمجرد أن تستخدم على نطاق واسع في القوباء المنطقية، للنيران، وأنظمة التدفئة والأرضية والسقف والبلاط في المباني القديمة. عند تلف المواد التي تحتوي على الاسبستوس أو تنهار، وفرقت ألياف مجهرية في الهواء. من خطر الإصابة بسرطان الرئة نتيجة لاستنشاق الياف الاسبستوس هو أيضا أكبر للمدخنين. أعراض المرض لا تظهر عادة إلا حوالي 20 إلى 30 عاما بعد أول تعرض للاسبستوس. إزالة مواد تحتوي على الاسبستوس ليست دائما أفضل لأنه لا يمكن نشر الألياف في الهواء أثناء عملية الإزالة. ويوصى في كثير من الأحيان وهناك برنامج لإدارة المواد التي تحتوي على الاسبستوس سليمة بدلا من ذلك.

### ثاني أكسيد الكربون
ثاني أكسيد الكربون (CO2) هو بديل عن الملوثات داخل المباني المنبعثة من البشر، ويرتبط مع النشاط الأيضي الإنسان.ثاني أكسيد الكربون عند مستويات مرتفعة بشكل غير عادي في الداخل قد يسبب شاغلي أن ينمو نعسان، والحصول على الصداع، أو وظيفة في انخفاض مستويات النشاط. البشر هي المصدر الرئيسي الداخلي من ثاني أكسيد الكربون. المستويات في الأماكن المغلقة هي مؤشر لمدى كفاية التهوية في الهواء الطلق بالنسبة إلى كثافة الركاب في الأماكن المغلقة والنشاط الأيضي.للقضاء على معظم الشكاوى جودة الهواء في الأماكن المغلقة، ينبغي تخفيض مجموع ثاني أكسيد الكربون في الأماكن المغلقة وجود اختلاف في أقل من 600 جزء في المليون أعلى من المستويات في الهواء الطلق. NIOSH ترى أن تركيزات الهواء في الأماكن المغلقة من غاز ثاني أكسيد الكربون التي تتجاوز 1000 جزء في المليون هي علامة تشير التهوية غير كافية.ASHRAE توصي مستويات ثاني أكسيد الكربون لا تتجاوز 700 جزء في المليون في الهواء الطلق فوق المستويات المحيطة. ومعايير المملكة المتحدة للمدارس نقول ان غاز ثاني أكسيد الكربون في كل الأماكن التعليم والتعلم، عند قياسها على ارتفاع رأس الجذور وبلغ متوسط على مدى يوم كامل لا ينبغي أن تتجاوز 1500 جزء في المليون. اليوم كله يشير إلى ساعات الدراسة العادية (أي 9:00 حتي 3:30)، ويتضمن فترات غير مأهولة مثل استراحة الغداء. المعايير الأوروبية تحد من ثاني أكسيد الكربون إلى 3500 جزء في المليون. OSHA ثاني أكسيد الكربون حدود التركيز في أماكن العمل إلى 5000 جزء في المليون لفترات طويلة، و35000 جزء في المليون لمدة 15 دقيقة.

### الأوزون
ويتم إنتاج الأوزون من خلال الأشعة فوق البنفسجية القادمة من الشمس تصل إلى الغلاف الجوي للأرض (وخاصة في طبقة الأوزون)، البرق، والأجهزة الكهربائية معينة (مثل ionisers الهواء)، وكمنتج ثانوي من قبل أنواع أخرى من التلوث.
الأوزون موجود في أكبر تركيزات على ارتفاعات جوية عادة بواسطة طائرات ركاب. يمكن أن التفاعلات بين الأوزون والمواد على متن الطائرة، بما في ذلك زيوت الجلد ومستحضرات التجميل، وإنتاج المواد الكيميائية السامة والمنتجات الفرعية.الأوزون هو نفسه أيضا إلى تهيج أنسجة الرئة وضارة بصحة الإنسان. أكبر طائرة لديها مرشحات الأوزون للحد من تركيزالمقصورة إلى مستويات أكثر أمانا وأكثر راحة.
قد يستخدم الهواء الخارجي للتهوية لديها ما يكفي من المواد المستنفدة للتفاعل مع الملوثات داخل المباني المشتركة، فضلا عنزيوت الجلد وغيرها من المواد الكيميائية الشائعة الهواء في الأماكن المغلقة أو السطوح. هناك ما يبرر القلق بشكل خاص عند استخدام المنتجات «الخضراء» التنظيف على أساس مقتطفات الحمضيات أو تيربين مثل هذه المواد الكيميائية تتفاعل بسرعة مع المواد المستنفدة لتشكيل المواد الكيميائية السامة والتهيج وكذلك الجسيمات الدقيقة ومتناهية الصغر. قد تهوية مع الهواء الطلق التي تحتوي على تركيزات الأوزون مرتفعة تعقيد محاولات الإصلاح.

## في البلدان النامية
وقال مصدر رئيسي لتلوث الهواء الداخلي في البلدان النامية هو حرق الكتلة الحيوية (مثل الخشب والفحم والروث، أو بقايا المحاصيل)لأغراض التدفئة والطهي. وأدى التعرض الناتجة إلى مستويات عالية من الجسيمات العالقة في ما بين 1.5مليون و2000000 حالة وفاة في عام 2000.

## تأثير النباتات الداخلية
يمكن أن النباتات المنزلية جنبا إلى جنب مع الوسط الذي تزرع أنها تقلل من عناصر تلوث الهواء داخل المنازل والمركبات العضوية المتطايرة خاصة (VOC) asbenzene من هذا القبيل، التولوين، والزايلين. ويمكن أيضا إزالة النباتات CO2، الذي يرتبط مع انخفاض أداء العمل، من المناطق المغلقة. ودراسة تأثير في دراسة واحدة من قبل وكالة ناسا للاستخدام في مستعمرات الفضاء. النباتات كما يبدو للحد من الجراثيم المحمولة جوا، وعفن، وزيادة الرطوبة. ومع ذلك، فإن وجود النباتات داخل المنزل كما تم المرتبطة بارتفاع نسبة الرطوبة وتركيزات الفطرية المحمولة جوا.
عندما تركيز CO2 في مكان مغلق ارتفاع نسبي لتركيزات في الهواء الطلق، ما هي الا مؤشر على أن التهوية غير كافية لإزالة منتجات الأيض المرتبطة إشغال الإنسان. تتطلب النباتات CO2 في النمو واطلاق سراح الأكسجين عندما يستهلكCO2. ووجدت الدراسة التي نشرت في مجلة العلوم البيئية والتكنولوجيا معدلات امتصاص يعتبر من الكيتونات والألدهيداتمن زنبق السلام (Spathiphyllum clevelandii)، والذهبي pothos (Epipremnum aureum.) تاني أكيرا وجيم هيويت نيكولاس «نتائج تبخير الأطول أجلا وكشف أن وكانت كميات امتصاص مجموع 30-100 أضعاف المبالغ التي حلتفي ورقة، مما يوحي بأن يستقلبان الكربونات العضوية المتطايرة في ورقة و/ أو translocated من خلال سويقات».ومن الجدير بالذكر أن الباحثين اغلاق مصانع في أكياس تفلون. «تم الكشف عن أي خسارة المركبات العضوية المتطايرة من الكيس عند محطات كانت غائبة. ومع ذلك، فإن مستويات الألدهيدات والكيتونات عند محطات كانت في الحقيبة، وانخفضت على حد سواء ببطء ولكن بشكل مستمر، ما يدل على إزالته من النباتات».
اختتمت في حين لا تشير نتائج نباتات المنزل قد يكون فعالا في إزالة بعض المركبات العضوية المتطايرة من الإمداداتالجوية، واستعراض دراسات ما بين عامي 1989 و2006 على أداء النباتات المنزلية مثل مكيفات الهواء، التي قدمت فيمؤتمر المباني الصحية 2009 في سيراكيوز، نيويورك، "... النباتات الداخلية لديها القليل، إن وجدت، والمنفعة لإزالة الهواء في الأماكن المغلقة من المركبات العضوية المتطايرة في المباني السكنية والتجارية.
منذ يرتبط ارتفاع نسبة الرطوبة مع زيادة نمو العفن، استجابات حساسية، واستجابات الجهاز التنفسي، وربما وجود رطوبة إضافية من النباتات المنزلية لا يكون مرغوبا فيه في جميع الأماكن المغلقة.

### أهم النباتات المنزلية في الرفع من جودة الهواء الداخلي

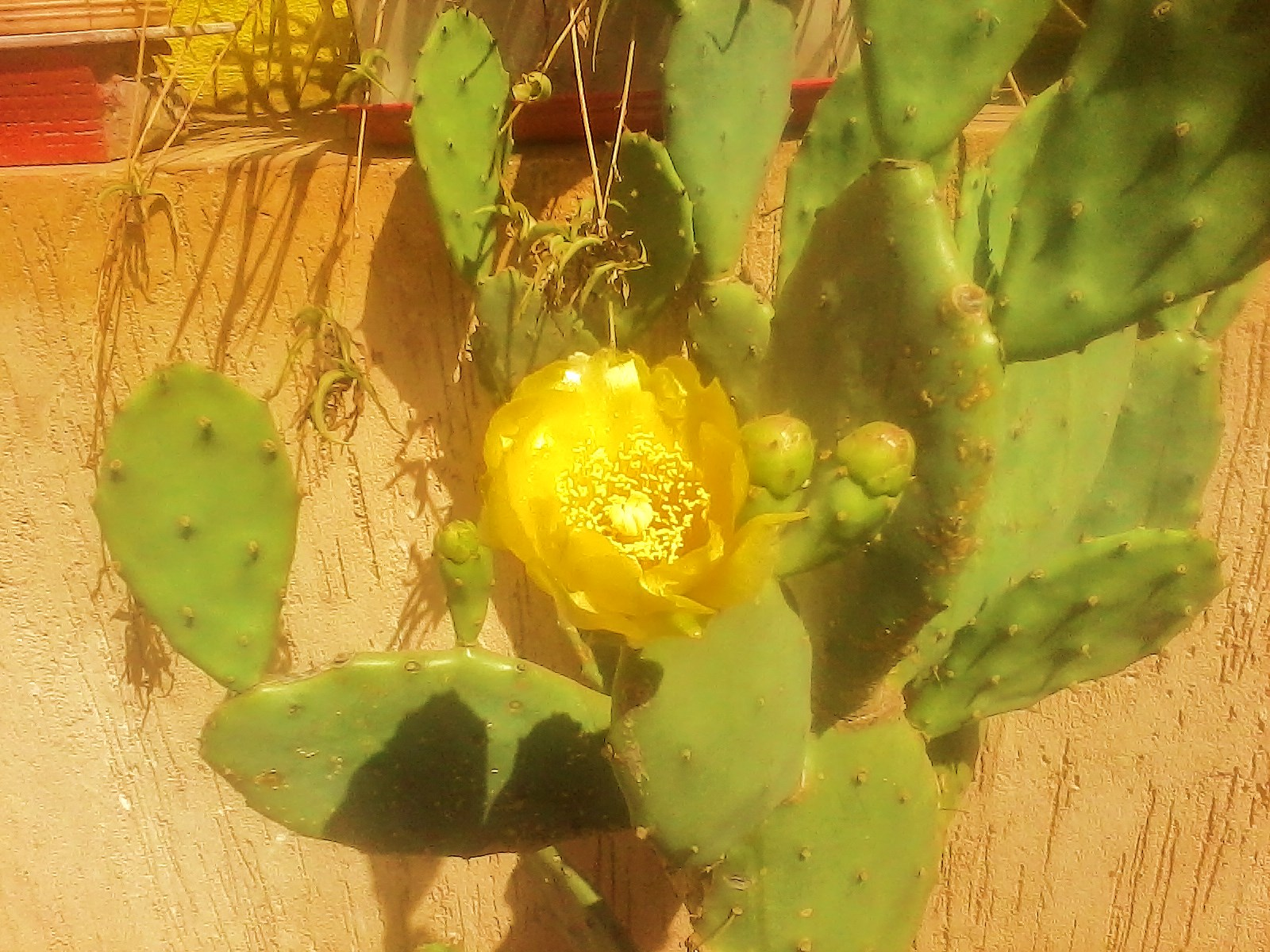
تتمتع النباتات الصبارية إضافة إلى تسكين الحروق الشمسية ولسعات الحشرات والجروح بالقدرة على إزالة السموم من جسمنا وتنقية الهواء الداخلي من الملوثات الموجودة في مستحضرات التنظيف الكيماوية.

في دراسة أجرتها وكالة الفضاء الأمريكية ناسا عن أهمية النباتات في تنقية الهواء الداخلي من التلوث والسموم، نشرت من خلالها «قائمة ناسا لأفضل النباتات المنزلية لتنقية الهواء»

	التي تحدد بعض أنواع النباتات المنزلية التي يمكنها أن تساعد الإنسان في الحصول على هواء صحي ونقي بشكل أكثر فاعلية.

## تصميم معدات التكييف والتهوية
مفاهيم التصميم المستدام للبيئة وتشمل أيضا الجوانب المتعلقة تهوية التجارية والسكنية، والتدفئة وتكييف الهواء (HVAC)صناعة. بين اعتبارات عدة، واحدة من الموضوعات التي حضرت إلى هو موضوع جودة الهواء في الأماكن المغلقة خلال مراحل التصميم والبناء لحياة المبنى.
أسلوب واحد لتقليل استهلاك الطاقة مع الحفاظ على جودة الهواء الكافي، هو تهوية الطلب للرقابة. بدلا من تعيين الإنتاجية بمعدل استبدال الهواء الثابتة، وتستخدم أجهزة استشعار ثاني أكسيد الكربون للتحكم في معدل حيوي، استنادا إلى الانبعاثات منشاغلي المبنى الفعلي.
على مدى السنوات العديدة الماضية، كانت هناك الكثير من المناقشات بين المتخصصين جودة الهواء في الأماكن المغلقة عنتعريف مناسب لجودة الهواء في الأماكن المغلقة وعلى وجه التحديد ما الذي يشكل «مقبولة» جودة الهواء في الأماكن المغلقة.
طريقة واحدة لضمان كميا على صحة الهواء الداخلي هو من خلال وتيرة دوران فعال من الهواء الداخل عن طريق استبدال معالهواء الخارجي. في المملكة المتحدة، على سبيل المثال، يطلب من الفصول لديها 2.5 التغيرات الجوية في الهواء الطلق للساعة الواحدة. في القاعات، والصالة الرياضية لتناول الطعام، ومساحات للعلاج الطبيعي، يجب أن تكون التهوية كافية للحد من غاز ثاني أكسيد الكربون إلى 1500 جزء في المليون. في الولايات المتحدة، وفقا لمعايير ASHRAE، ويستند التهوية في الفصول الدراسية على كمية من الهواء في الهواء الطلق لكل الركاب بالإضافة إلى كمية من الهواء في الهواء الطلق في كل وحدة من المساحة الأرضية، وليس التغيرات الجوية للساعة الواحدة. منذ غاز ثاني أكسيد الكربون في الداخل يأتي من شاغليها والهواء الطلق، ويدل كفاية التهوية في المحتل من قبل في الداخل تركيز ناقص في الهواء الطلق تركيز. قيمة من 615 جزء في المليون في الهواء الطلق فوق تركيز يشير حوالي 15 قدم مكعب في الدقيقة من الهواء في الهواء الطلق لكل الركاب البالغين القيام المستقرة مكتب العمل حيث الهواء الطلق يحتوي على 385 جزء في المليون، فإن المتوسط العالمي الحالي في الغلاف الجوي تركيز CO2. في الفصول الدراسية، والشروط الواردة في معيار ASHRAE 62.1، التهوية لالمقبول جودة الهواء الداخلي، وعادة ما يؤدي إلى تغيرات الجو حوالي 3 في الساعة، تبعا لكثافة الركاب. بالطبع شاغلي ليست المصدر الوحيد للملوثات، في الهواء الطلق لذلك قد التهوية يجب أن تكون أعلى عندما مصادر غير عادية أو قوية من التلوث موجود في الداخل. عندما الهواء الطلق ملوثة، ثم يمكن أن يصل في الهواء الطلق أكثر سوءا في الواقع الجودة الشاملة في الهواء الداخلي وتفاقم بعض الأعراض المحتل ذات الصلة بتلوث الهواء في الهواء الطلق. وبشكل عام، في الهواء الطلق الهواء بلد هو أفضل من هواء المدينة في الأماكن المغلقة. يمكن أن يحدث تسرب غاز العادم من أنابيب العادم فرن المعدنية التي تؤدي إلى المدخنة عندما تكون هناك تسريبات في الأنابيب وخفضت تدفق الغاز بقطر المنطقة.
ويمكن استخدام مرشحات الهواء اعتراض بعض من ملوثات الهواء. كتب وزارة الطاقة وكفاءة استخدام الطاقة والطاقة المتجددة قسم الطاقة «الترشيح (الهواء ينبغي أن يكون الحد الأدنى لقيمة التقارير الكفاءة (على النحو الذي يحدده ASHRAE 52,2-1٬999». وتستخدم مرشحات الهواء للحد من كمية الغبار التي تصل إلى لفائف الرطب.يمكن للغبار بمثابة الغذاء للنمو العفن على لفائف الرطب وقنوات ويمكن أن تقلل من كفاءة لفائف.
إدارة رطوبة والرطوبة المكافحة تتطلب تشغيل أنظمة التكييف كما تم تصميمها. قد إدارة الرطوبة ومراقبة الرطوبة تتعارض مع جهود لمحاولة تحسين عملية للحفاظ على الطاقة. على سبيل المثال ، إدارة ومراقبة الرطوبة الرطوبة يتطلب وضع أنظمة لتزويد المكياج الهواء عند درجات حرارة منخفضة (مستويات التصميم)، بدلا من ارتفاع درجات الحرارة تستخدم في بعض الأحيان للحفاظ على الطاقة في الظروف المناخية التبريد التي يهيمن عليها. ومع ذلك، بالنسبة لمعظم من الولايات المتحدة وأنحاء كثيرة من أوروبا واليابان، خلال معظم ساعات من السنة، ودرجات حرارة الهواء الخارجي وباردا بما فيه الكفاية أن الهواء لا تحتاج إلى مزيد من التبريد في الداخل لتوفير الراحة الحرارية. ومع ذلك، ارتفاع نسبة الرطوبة في الهواء الطلقيخلق الحاجة إلى الاهتمام الدقيق لمستويات الرطوبة في الداخل. الرطوبيات عالية تؤدي إلى العفن ويرتبط النمو في الداخلوالرطوبة مع ارتفاع معدل انتشار مشاكل في الجهاز التنفسي المحتل.
«حرارة نقطة الندى» هو إجراء مطلق من الرطوبة في الهواء. ويجري تصميم بعض المنشآت مع نقطة الندى تصميم في درجة فهرنهايت ال 50 أدنى، وبعض في ال 40 °F. العلوي والسفلي لل ويجري تصميم بعض المنشآت باستخدام عجلات المجففة مع سخان تعمل بالغاز لتجف عجلة بما فيه الكفاية لتحصل على النقاط المطلوبة الندى. في تلك النظم، وبعد إزالة الرطوبة منالماكياج الهواء، وتستخدم لفائف التبريد لخفض درجة الحرارة إلى المستوى المطلوب.
المباني التجارية والسكنية في بعض الأحيان، يتم الاحتفاظ بها في كثير من الأحيان تحت ضغط الهواء قليلا إيجابية بالنسبة إلىالهواء الطلق للحد من عمليات التسلل. الحد من تسلل يساعد على إدارة الرطوبة ومراقبة الرطوبة.
تخفيف الملوثات في الأماكن المغلقة مع الهواء الطلق فعالة لدرجة أن الهواء الطلق خال من الملوثات الضارة. الأوزون فيالهواء الطلق يحدث في الداخل بسبب انخفاض في تركيزات الأوزون هو شديد التفاعل مع الكثير من المواد الكيميائية وجدتفي الداخل. المنتجات من ردود الفعل بين الأوزون والملوثات العديد من الأماكن المغلقة شيوعا تشمل المركبات العضوية التي قد تكون أكثر معطر، مزعجة، أو سمية من تلك التي تتشكل منها. هذه المنتجات من كيمياء الأوزون وتشمل الفورمالديهايدالعالي، والألدهيدات الوزن الجزيئي، والهباء الحمضية، والجسيمات الدقيقة ومتناهية الصغر، من بين آخرين. ارتفاع معدلالتهوية في الهواء الطلق، وارتفاع في تركيز الأوزون في الأماكن المغلقة، وعلى الأرجح سوف يحدث ردود فعل، ولكن حتى عند مستويات منخفضة، فإن ردود الفعل ستجري. هذا يشير إلى ضرورة إزالة تلك الأوزون من الهواء والتهوية، وخصوصا في المناطق حيث مستويات الأوزون في الهواء الطلق مرتفعة كثيرا. وقد أظهرت الأبحاث الحديثة أن معدلات الوفيات والمراضة الزيادة في السكان بشكل عام خلال فترات ارتفاع طبقة الأوزون في الهواء الطلق، وعلى أن الحد الأدنى لهذا الغرض حوالي 20 أجزاء لكل بليون .

## مبنى الإيكولوجيا
ومن الشائع أن نفترض أن المباني وجماد ببساطة كيانات مادية، مستقرة نسبيا مع مرور الوقت. هذا يعني أن هناك تفاعل كبير بين ثالوث من المبنى، ما جاء فيه (الركاب والمحتويات)، وما هو حوله. عادة نرى أن الأغلبية الساحقة من كتلة المادة في مبنى والمواد المادية دون تغيير نسبيا على مر الزمن. في الواقع، يمكن النظر إلى الطبيعة الحقيقية للمباني نتيجة لمجموعة معقدة من التفاعلات الدينامية بين أبعادها الفيزيائية والكيميائية، والبيولوجية. ويمكن وصف المباني وتفهم على أنها أنظمة معقدة. ويمكن بحث تطبيق نهج علماء البيئة استخدامها لفهم النظم البيئية تساعد على زيادة فهمنا. ويقترح «علم البيئة» بناء هنا وتطبيق هذه المناهج على البيئة المبنية النظر في نظام ديناميكي من المباني وشاغليها، والبيئة بمعناها الأشمل.
المباني تتطور باستمرار نتيجة للتغيرات في البيئة المحيطة بهم، وكذلك شاغلي والمواد والأنشطة داخلها. السطوح المختلفة والهواء داخل مبنى تتفاعل باستمرار، وينتج عن هذا التفاعل في التغييرات في كل منهما. على سبيل المثال، قد نرى نافذة كماتغير قليلا مع مرور الوقت كما أن تصبح قذرة، ثم يتم تنظيف، تتراكم الأوساخ مرة أخرى، يتم تنظيفها مرة أخرى، وهلم جرامن خلال حياتها. في الواقع، قد يكون «قذارة» نحن نرى أن تتطور نتيجة للتفاعلات بين الرطوبة، المواد الكيماوية، والمواد البيولوجية التي عثر عليها هناك.
تم تصميم المباني أو يهدف إلى الاستجابة بفعالية لبعض من هذه التغييرات في وحولها، مع التدفئة والتبريد والتهوية تنظيفالهواء، أو إلقاء الضوء على النظم. نحن تنظيف، تطهير، والحفاظ على السطوح لتحسين مظهرهم، والأداء، أو طول العمر. فيحالات أخرى، مثل هذه التغييرات بشكل كبير بمهارة أو حتى تغيير المباني في الطرق التي قد تكون مهمة في السلامة الخاصة بهم أو تأثيرها على شاغلي المبنى من خلال تطور الكيميائية والفيزيائية، والعمليات البيولوجية التي تحدد لهم في أي وقت. قد نجد أنه من المفيد أن تجمع بين أدوات العلوم الفيزيائية مع تلك العلوم البيولوجية و، خصوصا، وبعض من الأساليب المستخدمة من قبل العلماء الذين يدرسون النظم البيئية، من اجل الحصول على فهم أفضل للبيئات التي نقضي غالبية لدينا الوقت، ومبانينا.
وكان أول وصف علم البيئة المبنى من قبل ليفين هال في مقال نشر في العدد 1981 من مجلة الهندسة المعمارية أبريل التقدمي. ويمكن الاطلاع على مناقشة أطول مبنى في علم البيئة ، ويمكن العثور على موارد واسعة النطاق على شبكة الإنترنت موقع مبنى علم البيئة buildingecology.com.

## البرامج المؤسسى
أصبح هذا الموضوع من نوعية الهواء الداخلي شعبية نظرا لزيادة الوعي من المشاكل الصحية الناجمة عن العفن ويؤديإلى الربو والحساسية. في الولايات المتحدة، كما تم زيادة الوعي عن مشاركة وكالة الولايات المتحدة للحماية البيئية، الذيوضعت على «أدوات نوعية الهواء الداخلي للمدارس» برنامج للمساعدة على تحسين الظروف البيئية في الأماكن المغلقة في المؤسسات التعليمية. المعهد الوطني للسلامة والصحة المهنية وتجري عمليات تقييم مخاطرالصحة (HHEs) في أماكن العمل، بناء على طلب من الموظفين، وممثل مفوض من الموظفين، أو أصحاب العمل، وتحديد ما إذا كانت أي مادة التي توجد عادة في مكان العمل والآثار السامة المحتملة، بما في ذلك في الأماكن المغلقة جودة الهواء.
مجموعة متنوعة من العلماء يعملون في مجال جودة الهواء في الأماكن المغلقة بما في ذلك الكيمياء، الفيزياء، الهندسة الميكانيكية، وعلماء الأحياء، علماء البكتيريا وعلماء الكمبيوتر. هي معتمدة من بعض هؤلاء المهنيين من قبل منظمات مثلالجمعية الأمريكية النظافة الصناعية، والأمريكي لجودة الهواء مجلس داخلي ونوعية الهواء الداخلي مجلس البيئة.
على المستوى الدولي، والجمعية الدولية لجودة الهواء الداخلي والمناخ (ISIAQ)، التي شكلت في عام 1991، تنظم مؤتمرين رئيسيين، والهواء في الأماكن المغلقة وسلسلة المباني الصحية. يتم نشر ISIAQ في journalIndoor الهواء 6 مرات في السنة ويحتوي على استعراض الأقران ورقة علمية، مع التركيز على دراسات متعددة التخصصات بما في ذلك القياسات الخاصة بالتعرض، والنمذجة، والنتائج الصحية.